# Liste des préfets de la Corrèze
La liste des préfets de la Corrèze commence avec le Consulat.

## Liste des préfets

### ConsulatetPremier Empire(An VIII- 1815)
| Période                        | Période                    | Identité                          | Fonction précédente                                                      | Observation                                                                             |
| ------------------------------ | -------------------------- | --------------------------------- | ------------------------------------------------------------------------ | --------------------------------------------------------------------------------------- |
| 11 ventôse an VIII 2 mars 1800 | 8 floréal an X 2 mars 1800 | Jean-Joseph de Verneilh-Puyraseau | député du département de la Dordogne à l'Assemblée nationale législative | Devient Préfet du Mont-Blanc                                                            |
| 8 floréal an X 2 mars 1800     | 12 février 1810            | Louis Marie de Milet de Mureau    | Général de division                                                      | Député en 1789 Ministre de la Guerre du 21 février 1799 au 2 juillet 1799               |
| 12 février 1810                | 6 avril 1815               | Camille Joseph Perier             | Auditeur au Conseil d'État                                               | Préfet de la Meuse (1819) Député de la Sarthe à la Chambre (1828) Pair de France (1837) |
| 6 avril 1815                   | 1815                       | Camille Joseph Perier             | Auditeur au Conseil d'État                                               | Préfet de la Meuse (1819) Député de la Sarthe, puis de la Corrèze Pair de France        |

### Seconde Restauration(1815-1830)
| Période            | Période            | Identité                                                    | Fonction précédente                   | Observation                                            |
| ------------------ | ------------------ | ----------------------------------------------------------- | ------------------------------------- | ------------------------------------------------------ |
| 14 juillet 1815    | 31 janvier 1816    | Louis-Simon Vaulchier du Deschaux                           | Préfet du Jura                        | Nommé préfet de Saône-et-Loire                         |
| 31 janvier 1816    | 5 avril 1817       | Auguste Édouard Gaulthier de Rigny                          | Préfet de Saône-et-Loire              | Nommé préfet du Puy-de-Dôme                            |
| 5 avril 1817       | 10 février 1819    | Anne Étienne Louis Harmand d'Abancourt                      | Préfet du Puy-de-Dôme                 | Nommé préfet des Ardennes                              |
| 10 février 1819    | 1er septembre 1824 | Antoine Bernard Finot                                       | Maître des requêtes                   | Nommé préfet de la Creuse                              |
| 1er septembre 1824 | 1er août 1830      | François Pons Louis de Villeneuve dit Villeneuve-Villeneuve | Préfet de la Creuse                   | Nommé préfet de la Vendée                              |
| 2 avril 1830       | 4 avril 1830       | Jean Chevalier de Caunan                                    | Maître des requêtes au conseil d'État | Non installé; Nommé préfet de la Meuse le 4 avril 2020 |

### Monarchie de Juillet(1830-1848)
| Période         | Période         | Identité                           | Fonction précédente        | Observation               |
| --------------- | --------------- | ---------------------------------- | -------------------------- | ------------------------- |
| 10 août 1830    | 10 août 1830    | Odon de Lestrade                   | Préfet de la Lozère        | Non acceptant             |
| 10 août 1830    | 22 juillet 1833 | François-Marie Taillepied de Bondy | Auditeur au conseil d'État | Nommé préfet de l'Yonne   |
| 22 juillet 1833 | 20 octobre 1838 | Napoléon Théodore Frédéric Thomas  | Sous-préfet de Sedan       | Nommé préfet de la Sarthe |
| 20 octobre 1838 | 1er mars 1848   | Pierre Jacques Meunier             | Préfet des Basses-Alpes    | Révoqué le 1er mars 1848  |

### Deuxième République(1848-1851)
| Période          | Période          | Identité                                        | Fonction précédente                           | Observation                                                                |
| ---------------- | ---------------- | ----------------------------------------------- | --------------------------------------------- | -------------------------------------------------------------------------- |
| 1er mars 1848    | 7 mars 1848      | Henry Auguste Ceyras                            |                                               |                                                                            |
| 7 mars 1848      | 1er juin 1848    | Pierre Maillard                                 |                                               |                                                                            |
| 2 juin 1848      | 9 octobre 1848   | Jean-Baptiste Chamiot-Avanturier                | Chargé de mission dans la Haute-Vienne        | Révoqué le 9 octobre 1848                                                  |
| 9 octobre 1848   | 31 décembre 1848 | Laurent Coppens de Nordlandt                    |                                               |                                                                            |
| 31 décembre 1848 | 31 décembre 1848 | Gabriel Rigodin-Planet                          | Préfet du Cher                                | Non acceptant                                                              |
| 10 janvier 1849  | 30 juin 1849     | Alexis Bailleux de Marisy                       | Sous-préfet de Dieppe révoqué en février 1848 | Appelé à d'autres fonctions le 30 juin 1849 ; en disponibilité en juillet. |
| 30 juin 1849     | 20 novembre 1849 | Claude-Joseph-Brandelys Green de Saint-Marsault | Préfet du Gers Préfet du Lot non acceptant    | Nommé préfet des Deux-Sèvres                                               |
| 20 novembre 1849 | 26 novembre 1851 | Antoine Florentin Bourdon                       | Sous-préfet de Reims révoqué en 1848          | Nommé préfet du Gard                                                       |

### Second Empire(1851-1870)
| Période          | Période          | Identité                           | Fonction précédente            | Observation                                                            |
| ---------------- | ---------------- | ---------------------------------- | ------------------------------ | ---------------------------------------------------------------------- |
| 26 novembre 1851 | 10 avril 1858    | Hugues Michel                      | Sous-préfet de Chinon          | Nommé préfet de l'Yonne                                                |
| 10 avril 1858    | 1er mai 1860     | Charles Demonts                    | Sous-préfet du Havre           | Nommé préfet de l'Aveyron                                              |
| 1er mai 1860     | 29 avril 1861    | Numa Baragnon                      | Préfet de l'Aveyron            | Mis en en non activité le 29 avril 1861                                |
| 29 avril 1861    | 28 mai 1864      | Claude Laurent Barthélemy Bohat    | Sous-préfet de Riom            | Nommé préfet de Vaucluse                                               |
| 28 mai 1864      | 31 décembre 1865 | Louis-Auguste Marlière             | Sous-préfet de Valenciennes    | Nommé préfet de Saône-et-Loire (fonction qu'il occupera jusqu'en 1870) |
| 31 décembre 1865 | 31 janvier 1870  | Augustin Lempereur de Saint-Pierre | Préfet des Pyrénées-Orientales | Nommé préfet du Morbihan                                               |
| 31 janvier 1870  | 7 septembre 1870 | François Péchin                    | Sous-préfet de Valenciennes    | Mise en pension après la chute du Second Empire                        |

### Troisième République(1870-1940)
| Période           | Période           | Identité                                       | Fonction précédente | Observation |
| ----------------- | ----------------- | ---------------------------------------------- | --- | --- |
| 8 septembre 1870  | 19 juin 1871      | Louis Chassaignac de Latrade dit Louis Latrade | Président du conseil général de la Corrèze en 1848 Proscrit en 1851 Rentre en France en 1860 en tant que propriétaire agricole | Refuse le poste de préfet d'Oran Conseiller général d'Ayen                                                       |
| 23 mars 1872      | 24 mai 1873       | Michel Le Roux de Lajonkaire                   | Préfet des Landes Refuse un poste de directeur au ministère de l'intérieur                                                     | Nommé préfet de l'Aude                                                                                           |
| 26 mai 1873       | 16 décembre 1874  | Charles Alfred de Bure                         | Sous-préfet de Narbonne | Remplacé |
| 16 décembre 1874  | 28 décembre 1874  | Paul Tripier                                   | Sous-préfet de Compiègne | Non acceptant. Nommé préfet du Gers                                                                              |
| 28 décembre 1874  | 13 avril 1876     | Louis Sanial du Faÿ                            | Préfet du Gers sans suite | Nommé préfet de la Haute-Savoie                                                                                  |
| 13 avril 1876     | 5 janvier 1877    | Jean Glaize                                    | Secrétaire général de la préfecture de l'Aude                                                                                  | Nommé préfet de l'Allier                                                                                         |
| 5 janvier 1877    | 19 mai 1877       | Jean Marrot                                    | Administrateur provisoire d'Angoulêm                                                                                           | Révoqué et candidat à la députation                                                                              |
| 19 mai 1877       | 3 juillet 1877    | Henri Fabret de Tuite                          | Préfet de l'Ariège | Nommé préfet du Tarn                                                                                             |
| 3 juillet 1877    | 25 décembre 1877  | Louis Chassoux                                 | Sous-préfet de Villefranche-sur-Saône                                                                                          | Relevé de ses fonctions                                                                                          |
| 18 décembre 1877  | 18 décembre 1877  | Victor du Courthial de Lassuchette             | Sous-préfet de Sens | Non acceptant pour raisons familiales                                                                            |
| 30 décembre 1877  | 1er novembre 1878 | Léonce Ribert                                  | Préfet de la Vienne, Journaliste                                                                                               | Nommé préfet de l'Isère                                                                                          |
| 1er novembre 1878 | 3 septembre 1879  | Albert Blondin                                 | Sous-préfet de Cambrai | Nommé préfet des Ardennes                                                                                        |
| 3 septembre 1879  | 4 juillet 1880    | Edouard Crousse                                | Sous-préfet de Sens | Disponibilité sur sa demande                                                                                     |
| 4 juillet 1880    | 6 novembre 1881   | Jean Gragnon                                   | Sous-préfet de Boulogne-sur-Mer                                                                                                | Nommé préfet de la Corse                                                                                         |
| 6 novembre 1881   | 4 avril 1883      | Ernest Briens                                  | Sous-préfet de Coutances | Démission, puis Député de la Manche                                                                              |
| 4 avril 1883      | 25 avril 1885     | Auguste Fremont                                | Sous-préfet de Lorient | Nommé préfet de l'Allier                                                                                         |
| 25 avril 1885     | 25 avril 1885     | Paul Laugier-Mathieu                           | Préfet du Var | Non installé Nommé préfet de la Haute-Marne                                                                      |
| 25 avril 1885     | 11 novembre 1886  | Léon Grenier                                   | Sous-préfet du Havre | Nommé préfet de la Nièvre                                                                                        |
| 11 novembre 1886  | 14 avril 1887     | Léon Barrabant                                 | Préfet de l'Aude | Disponibilité sur sa demande en 1887; Retraite et préfet honoraire en 1888                                       |
| 14 avril 1887     | 7 janvier 1891    | Alexandre Drouin                               | Secrétaire général du Rhône pour la police                                                                                     | Nommé préfet de la Haute-Saône                                                                                   |
| 7 janvier 1891    | 12 septembre 1894 | Pierre Roger                                   | Préfet du Morbihan | Nommé préfet de l'Isère                                                                                          |
| 12 septembre 1894 | 21 septembre 1894 | François Pascal                                | Sous-préfet de Coutances | Non installé. Nommé préfet des Landes                                                                            |
| 21 septembre 1894 | 18 mars 1895      | Gaston Carle                                   | Préfet de Vaucluse | Disponibilité |
| 18 mars 1895      | 14 décembre 1895  | Jean Planacassagne                             | Préfet de la Lozère | Nommé préfet du Tarn                                                                                             |
| 14 décembre 1895  | 22 mai 1896       | Pierre Doux                                    | Préfet du Tarn | Nommé préfet des Basses-Pyrénées                                                                                 |
| 23 mai 1896       | 25 juillet 1898   | Henri Collignon                                | Directeur de cabinet du préfet de la Seine                                                                                     | Nommé préfet de l'Aveyron                                                                                        |
| 16 juillet 1898   | 18 octobre 1898   | Henry Estelle                                  | Préfet des Hautes-Pyrénées | |
| 18 octobre 1898   | 31 mars 1905      | Amand Becq                                     | Sous-préfet de Dunkerque | Nommé préfet du Cher                                                                                             |
| 31 mars 1905      | 5 novembre 1908   | Marie François Calmes                          | Sous-préfet de Libourne | Nommé préfet de l'Hérault                                                                                        |
| 5 novembre 1908   | 8 avril 1911      | Jules Verge                                    | Préfet de Constantine | Disponibilité sur sa demande. Retraite et préfet honoraire.                                                      |
|                   |                   |                                                | | |
| 31 décembre 1913  | 4 janvier 1916    | Pierre Lacombe                                 | Préfet des Basses-Alpes | Nommé préfet d'Oran                                                                                              |
| 4 janvier 1916    | 23 janvier 1918   | Hippolyte Morle                                | Sous-préfet de Toulon | Appelé sur sa demande à d'autres fonctions Préfet honoraire Directeur du contentieux à la préfecture de la Seine |
| 23 janvier 1918   | 22 octobre 1920   | Paul Gervais                                   | Préfet des Landes | Nommé préfet de la Dordogne                                                                                      |
| 22 octobre 1920   | 22 octobre 1920   | Pierre Darras                                  | Directeur de cabinet du préfet de la Seine                                                                                     | Non installé, appelé sur sa demande à d'autres fonctions Directeur de la préfecture de la Seine                  |
| 22 octobre 1920   | 2 août 1924       | Auguste Martin                                 | Préfet de Meurthe-et-Moselle pour la durée de la guerre                                                                        | Nommé préfet de Loir-et-Cher                                                                                     |
| 2 août 1924       | 28 août 1924      | Louis Bressot                                  | Secrétaire général du Rhône pour la police                                                                                     | Directeur de cabinet du préfet de police de Paris                                                                |
| 28 août 1924      | 11 octobre 1924   | Abel Maisonobe                                 | Préfet des Landes | Nommé préfet de la Charente                                                                                      |
| 11 octobre 1924   | 13 octobre 1925   | Raoul Fauran                                   | Préfet de l'Orne | Nommé préfet du Doubs                                                                                            |
| 13 octobre 1925   | 28 mai 1929       | René Andrieu                                   | Sous-préfet de Cambrai | Nommé préfet de la Dordogne                                                                                      |
| 28 mai 1929       | 31 mai 1930       | Antonin Leon                                   | Préfet du Territoire de Belfort                                                                                                | A la disposition du ministre                                                                                     |
| 31 mai 1930       | 1er juillet 1932  | André Campion                                  | Sous-préfet de Verdun | Nommé préfet de la Savoie                                                                                        |
| 1er juillet 1932  | 26 septembre 1936 | Jean Latour                                    | Sous-préfet de Meaux | Nommé préfet de l'Aisne                                                                                          |
| 26 septembre 1936 | 2 novembre 1936   | René Faugère                                   | Chef de service à l'administration du secrétariat général du gouvernement tunisien                                             | Nommé chargé de mission au cabinet du ministre Albert Sarraut                                                    |
| 2 novembre 1936   | 6 août 1940       | Alfred Papinot                                 | Sous-préfet de Dunkerque | Nommé préfet de la Charente                                                                                      |

### Régime de Vichysous l'Occupation allemande (1940-1944)
| Période          | Période           | Identité         | Fonction précédente                                           | Observation |
| ---------------- | ----------------- | ---------------- | ------------------------------------------------------------- | --- |
| 10 février 1940  | 10 février 1940   | André Jacquemart | Secrétaire général des Alpes-Maritimes                        | Non installé Nommé préfet de l'Indre |
| 18 février 1944  | 17 juin 1940      | Pierre Trouillé  | Sous-préfet de Brest                                          | À la disposition du conseil national des services publics |
| 6 août 1940      | 30 mars 1942      | Maurice Moyon    | Préfet de l'Aube                                              | Nommé préfet en service détaché, directeur des services administratifs de la ville de Marseille |
| 14 novembre 1941 | 15 juillet 1943   | Fernand Musso    | Préfet des Pyrénées-Orientales                                | Nommé préfet du Jura Condamnation par la cour de justice d'Angers réduite le 13 juillet 1946 Amnistiée en partie par la loi du 6 août 1953. |
| 15 juillet 1943  | 29 février 1944   | Bernard Lecornu, | Sous-préfet de Saint-Nazaire                                  | Révoqué par le Gouvernement de Vichy. Emprisonné à Fresnes en octobre 1944 Libéré le 14 août 1945 |
| 29 février 1944  | 17 août 1944      | Pierre Trouillé  | Sous-préfet de Brest                                          | Massacre de Tulle - À la disposition du conseil national des services publics |
| 17 août 1944     | 19 septembre 1944 | Robert Caulet    | Président du Comité Départemental de Libération de la Corrèze | A la Libération du département de la Corrèze, le 17 août 1944, Pierre Trouillé est remplacé par le président du Comité Départemental de Libération de la Corrèze, Robert Caulet, qui fera fonction de Préfet pendant un mois. Ils travaillent en relation étroite. |

### GPRFet Quatrième République (1944-1958)
| Période           | Période           | Identité            | Fonction précédente                                                                       | Observation |
| ----------------- | ----------------- | ------------------- | ----------------------------------------------------------------------------------------- | --- |
| 19 septembre 1944 | 4 janvier 1946    | Maurice Chantelauze | Maire et conseiller général de la Chaise-Dieu                                             | Réélu maire et conseiller général de la Chaise-Dieu. Gérant de la société régionale de garage pour automobile à Clermont-Ferrand |
| 4 janvier 1946    | 24 septembre 1946 | Louis Ottaviani     | Secrétaire général de la préfecture de Loire-Inférieure                                   | Nommé préfet des Pyrénées-Orientales délégué dans les fonctions                                                                  |
| 24 septembre 1946 | 3 octobre 1946    | Jean Latscha        | Délégué dans les fonctions de préfet des Pyrénées-Orientales                              | A la disposition du ministre des travaux publics et des transports                                                               |
| 3 octobre 1946    | 11 décembre 1947  | Jean-Émile Reymond  | Directeur adjoint de cabinet du ministre des travaux publics et des transports Jules Moch | Nommé directeur du personnel, du matériel, du budget et de la comptabilité                                                       |
| 23 décembre 1947  | 26 juillet 1950   | Jean Chapel         | Secrétaire général de la préfecture du Nord                                               | Nommé préfet des Vosges |
| 26 juillet 1950   | 28 août 1951      | Eugène Simoneau     | Préfet adjoint au préfet du Rhône I.G.A.M.E                                               | Chargé de la direction des services de l'Algérie et des D.O.M.                                                                   |
| 28 août 1951      | 10 février 1954   | Roger Séverie       | A la disposition du préfet de la Haute-Garonne d'I.G.A.M.E.                               | Nommé préfet de la Haute-Marne                                                                                                   |
| 17 février 1954   | 22 août 1958      | René Bougrat        | Sous-préfet de Valenciennes                                                               | Nommé adjoint au général commandant le corps d'armée pour les départements de la région d'Oran pendant la Guerre d'Algérie       |

### Cinquième République(depuis 1958)
| Période           | Période           | Identité                       | Fonction précédente | Observation                                                                                              |
| ----------------- | ----------------- | ------------------------------ | --- | --- |
| 25 août 1958      | 10 janvier 1962   | Pierre Dejean                  | Préfet de Tarn-et-Garonne | Nommé préfet des Côtes-du-Nord                                                                           |
| 10 janvier 1962   | 17 septembre 1965 | Paul Villeneuve                | Chef de cabinet du Secrétaire général de la préfecture de la Seine | Nommé préfet de l'Ariège                                                                                 |
| 17 septembre 1965 | 22 octobre 1968   | Marcel Blanc                   | Conseiller technique au cabinet du ministre Roger Frey | Nommé directeur de cabinet du ministre de l'équipement et du logement Albin Chalandon                    |
| 5 novembre 1968   | 29 octobre 1971   | Edouard Duchêne-Marullaz       | Sous-préfet du Havre | Nommé directeur de cabinet du ministre chargé des relations avec le Parlement Jacques Chirac             |
| 29 octobre 1971   | 18 février 1974   | Michel Petit-Uzac              | Sous-préfet de Lorient | Nommé préfet de Tarn-et-Garonne                                                                          |
| 18 février 1974   | 10 septembre 1976 | Charles Barbeau                | Directeur de la population et des migrations au ministère du travail | Nommé directeur de la réglementation et du contentieux                                                   |
| 10 septembre 1976 | 19 juin 1980      | Jean Delpont                   | Chef de cabinet du Premier ministre Jacques Chirac | Directeur de cabinet du Secrétaire d'état aux Anciens combattants Maurice Plantier                       |
| 19 juin 1980      | 31 décembre 1981  | Jacques Poyer                  | Chargé des fonctions de secrétaire général du Puy-de-Dôme | Nommé préfet de l'Aube                                                                                   |
| 31 décembre 1981  | 1985              | Roger Gros                     | Sous-préfet de Thionville | Nommé préfet des Pyrénées-Orientales                                                                     |
| 1985              | 1987              | Léon Saint-Prix                | | Nommé préfet du Vaucluse                                                                                 |
| 17 septembre 1987 | 1989              | Paul Masseron                  | Sous-préfet d’Ussel | Nommé préfet de l'Orne                                                                                   |
| 1989              | 7 novembre 1990   | François Bonnelle              | directeur de l'administration pénitentiaire | Nommé préfet des Vosges                                                                                  |
| 7 novembre 1990   | 25 septembre 1992 | Yvan Baradel                   | | |
| 12 octobre 1992   | 6 mai 1993        | Bernard Boube                  | Préfet du Cantal | |
| 6 mai 1993        | 27 janvier 1996   | Pierre Mirabaud                | Secrétaire général de la préfecture de la Seine-Maritime | Préfet de la Vendée                                                                                      |
| 27 janvier 1996   | 19 octobre 1999   | Paul Girot de Langlade         | Sous-préfet de Brive-la-Gaillarde | Nommé préfet de la Savoie                                                                                |
| 20 octobre 1999   |                   | Charles-Henri Roulleaux-Dugage | Sous-préfet du Havre | |
| 4 juillet 2002    | 29 avril 2004     | François-Xavier Ceccaldi       | Secrétaire général de la préfecture de Seine-et-Marne | Nommé préfet du Tarn                                                                                     |
| 29 avril 2004     | 2 janvier 2006    | Nicolas Basselier              | Sous-préfet d'Aix-en-Provence | |
| 2 janvier 2006    | 24 juin 2008      | Philippe Galli                 | Secrétaire général de la préfecture de l'Hérault | Nommé préfet de Loir-et-Cher                                                                             |
| 27 juin 2008      | 23 août 2011      | Alain Zabulon                  | Préfet délégué pour l'égalité des chances auprès du préfet de l'Essonne | Nommé préfet des Landes                                                                                  |
| 24 août 2011      | 5 août 2013       | Sophie Thibault                | Directrice de l’évaluation, de la performance et des affaires financières et immobilières au ministère de l’Intérieur                                                                                | Nomination au conseil des ministres du 24 août 2011                                                      |
| 26 août 2013      | 25 août 2015      | Bruno Delsol                   | chef de service, adjoint au directeur général des collectivités locales à l'administration centrale du ministère de l'intérieur, de l'outre-mer, des collectivités territoriales et de l'immigration | Nommé directeur général des collectivités locales, représentant de l'Etat au comité des finances locales |
| 25 août 2015      | 9 mai 2018        | Bertrand Gaume                 | Directeur de cabinet de Najat Vallaud-Belkacem | Nommé préfet du Vaucluse                                                                                 |
| 9 mai 2018        | 23 août 2020      | Frédéric Veau                  | Préfet de Mayotte | |
| 24 août 2020      | 22 août 2022      | Salima Saa                     | Présidente de l'Agence nationale pour la cohésion sociale et l'égalité des chances | |
| 23 août 2022      | 10 février 2025   | Étienne Desplanques            | Directeur de cabinet de la ministre des Outre-mer Yaël Braun-Pivet | Nommé préfet de la Martinique                                                                            |
| 10 février 2025   | en cours          | Vincent Berton                 | Préfet délégué de Saint-Barthélémy et Saint-Martin | |